# Hrvatska na Paraolimpijskim igrama 2008.
Hrvatsku je na Paraolimpijskim igrama u Peking 2008. godine predstavljalo 25 športaša.

## Medalje
| Medalja | Ime              | Šport    | Natjecanje    | Dana            |
| ------- | ---------------- | -------- | ------------- | --------------- |
| zlato   | Dario Kralj      | atletika | bacanje kugle | 10. rujna 2018. |
| zlato   | Antonia Balek    | atletika | bacanje kugle | 13. rujna 2008. |
| zlato   | Antonia Balek    | atletika | bacanje kugle | 15. rujna 2008. |
| srebro  | Branimir Budetić | atletika | bacanje kugle | 10. rujna 2008. |

## Članovi Hrvatske paraolimpijske reprezentacije 2008.

### Atletika
- Antonija Balek
- Marija Iveković
- Milka Milinković
- Jelena Vuković
- Petar Beslić
- Branimir Budetić
- Ivan Dešić
- Darko Kralj
- Vedran Lozanov
- Miroslav Matić
- Josip Slivar
- Denis Slunjski
- Šime Sušić
- Mladen Tomić
- Goran Žeželj

### Biciklizam
- Tomislav Zadro – utrka na kronometar, 10. mjesto

### Jahanje
- Slaven Hudina
- Ivan Sršić

### Pucanje
- Damir Bošnjak
- Ivica Bratanović
- Rudolf Petrović

### Plivanje
- Nataša Sobočan
- Ana Sršen
- Mihovil Španja
- Kristijan Vincetić

### Stolni tenis
- Vjekoslav Gregorović
- Zoran Križanec

## Vanjske poveznice
- Hrvatski paraolimpijski odbor